# Lashkar-e-Jhangvi
Lashkar-e-Jhangvi (LeJ) är en förbjuden, väpnad sunnimuslimsk organisation, bildad 1996 i Punjab av Riaz Basra och andra utbrytare från Sipah-e-Sahaba Pakistan (SSP). Organisationens namn betyder "Jhangvis armé" och är uppkallad efter Basras lärofader Maulana Haq Nawaz Jhangvi.
LeJ har, via sin bakgrund i SSP, fått sin ideologiska skolning inom deobandi-rörelsen.
Man har också kopplingar till al-Qaida, Uzbekistans islamiska rörelse och wahhabismen.
LeJ består mest av etniska punjaber och har sin bas i Punjab.
Inledningsvis inriktade LeJ sig på attacker mot Pakistans shiiamuslimska befolkning.
Man tog även på sig ansvaret för mordet på fyra amerikanska oljearbetare i Karachi 1997.
LeJ genomförde 1998 och 1999 två mordförsök mot Pakistans nye premiärminister Muhammed Nawaz Sharif.  
I januari 2002 bortförde och dödade man den amerikanske journalisten Daniel Pearl.
I mars sprängde LeJ en buss i Karachi. 15 personer dog i attentatet, däribland elva franska ingenjörer. Den 17 mars genomförde LeJ ett sprängattentat mot Internationella Protestantiska Kyrkan i Islamabad, mitt under gudstjänst. Självmordsbombaren och ytterligare fyra personer omkom av granaterna. 40 personer skadades.
Basra dog själv i maj samma år i en misslyckad attack på en shiamuslimsk by utanför staden Multan, i Punjab.
2006 anslöt sig Mohammed Aqeel (även kallad Dr. Usman, efter sina 16 år i arméns medicinska trupper) till LeJ. Genom sin kännedom inifrån kunde han planera och genomföra flera viktiga attacker mot militära mål i Pakistan.
Enligt Pakistans inrikesminister tillhörde självmordsbombaren bakom mordet på Benazir Bhutto, den 27 december 2007, LeJ.
Aqeel misstänks även vara hjärnan bakom attacken i Lahore mot det gästande 
lankesiska cricketlandslaget, den 3 mars 2009. Aqeel ska ha även ha iscensatt ett misslyckat mordförsök på förre premiärministern Pervez Musharraf.
I september 2009 grep pakistansk polis sju män tillhörande LeJ, misstänkta för att ha planerat attacker mot ”större mål” i Karachi.
Den 10 oktober 2009 anföll Aqeel och hans män militärhögkvarteret i Rawalpindi.
Tio personer dödades, fyra av angriparna och sex soldater, när LeJ intog en byggnad och tog soldater som gisslan.
När pakistanska kommandosoldater dagen därpå stormade byggnaden dödades tre ur gisslan och fyra av gisslantagarna. Aqeel själv skadades när han försökte ta livet av sig, men greps slutligen levande. 
Lashkar-e-Jhangvi har pågått flera regelbundna attacker i de senaste åren mot minoritets gruppen Hazara som bor i sydvästra Pakistan i staden Quetta. Hittills har från flera hundra till flera tusen hazarer blev offer av Lashkar-e-Jhangvi och dess relaterade grupper. anfallarna på hazarer ökat markant på senaste åren dels på grund av att hazarer med sin asiatiska ansiktsform är lätta att urskilja bland andra Pakistanier.  
Anfallarna gjorde att många hazarer blev tvungna att lämna sina hem och emigrera till andra länder.  